# 毛兰菲
毛兰菲（化学名：1,5,6-三甲氧基菲-2,7-二酚）是一种有机化合物，分子式C17H16O5，属于菲衍生物，存在于粗茎毛兰（Pinalia amica）、伏生石豆兰（Bulbophyllum reptans）以及石斛等兰科植物中，也能人工合成。其酚羟基的邻位存在供电基团甲氧基，使得毛兰菲抗氧化活性优于维生素C。